# Francesco Paolo Frontini
Francesco Paolo Frontini (Catània, 6 d'agost de 1860 – 26 de juliol de 1939) fou un compositor italià.
Alumne del Col·legi de Palerm, va fer els estudis amb Platania i més tard en el Conservatori de Nàpols amb Rossi. La seva primera òpera Nella, estrenada a Catània el 1881, el donà a conèixer avantatjada-ment. També fou molt celebrat el seu oratori Sansone, escrit per encàrrec del Municipi de Catània.
Posteriorment va estrenar amb èxit les òperes Malia (1893) i Il Falconiere (1899). Va compondre, a més, un Rèquiem, un quartet per a instruments d'arc, en re menor, nombroses romances marcada-ment influïdes pel sentiment popular. La seva col·lecció de Cants sicilians, editats per Ricordi els quals són extremadament interessants pels aficionats a aquesta classe d'estudis.